# Оссовський Олександр В'ячеславович
Оссовський Олександр В'ячеславович (19 [31] березня 1871, Кишинів — 31 липня 1957, Ленінград) — російський і радянський музикознавець і музичний критик, учень М. А. Римського-Корсакова, друг і колега О. К. Глазунова, О. І. Зілоті та С. В. Рахманінова.
Належить до плеяди великих діячів музичного мистецтва. Заслужений діяч мистецтв РРФСР (1938), доктор мистецтвознавства (1943), член-кореспондент АН СРСР (1943). Член ВКП (б) з 1945 року.
Закінчив юридичний факультет Московського університету (1893). Після закінчення університету служив в Міністерстві юстиції в Санкт-Петербурзі.
У 1896–1898 роках навчався в Петербурзькій консерваторії; в 1900–1902 роках займався композицією у М. А. Римського-Корсакова. Відвідуючи музичні «середовища» Корсакова і тісно співпрацюючи з членами так званого «Біляївського гуртка», Оссовський подружився з багатьма видатними музикантами, брав участь у програмах концертів О. І. Зілоті. Починаючи з 1894 року, Оссовський заявив про себе як талановитий, неординарний і плідний музичний критик і музикознавець: дебютував в «Російської музичної газеті» і журналі «Артист»; друкувався в «Известиях С.-Петербургского общества музыкальных собраний», газеті «Слово», журналі «Аполлон».
Оссовський відомий як глибокий дослідник російської музичної естетики XVIII століття, творчості М. І. Глінки, О. К. Глазунова, М. А. Римського-Корсакова. Одним з перших в Росії висвітлив творчість Й. С. Баха, А. Вівальді, А. Кореллі, Ж. Ф. Рамо, також опублікував ряд статей про музику Вагнера в Росії і інші музично-критичні статті. Серед музичних творів Оссовського — романси і перекладання творів Берліоза і Гуно.